# Calamanthus fuliginosus
A Calamanthus fuliginosus a madarak osztályának verébalakúak (Passeriformes) rendjébe és az ausztrálposzáta-félék (Acanthizidae) családjába tartozó faj. A családot egyes szervezetek a gyémántmadárfélék (Pardalotidae) családjának, Acanthizinae alcsaládjáként sorolják be.

## Rendszerezése
A fajt Nicholas Aylward Vigors & Thomas Horsfield írták le 1827-ben, az Anthus nembe Anthus fuliginosus néven.

## Alfajai
- Calamanthus fuliginosus albiloris North, 1902
- Calamanthus fuliginosus bourneorum Schodde & I. J. Mason, 1999
- Calamanthus fuliginosus diemenensis North, 1904
- Calamanthus fuliginosus fuliginosus (Vigors & Horsfield, 1827)[1]

## Előfordulása
Ausztrália déli részén és Tasmania szigetén honos. A természetes élőhelye tengerparti lagúnák, édesvízi tavak, folyók és patakok, mérsékelt övi erdők és cserjések, valamint ültetvények.

## Megjelenése
Testhossza 12,5 centiméter, testtömege 20 gramm.
|  |

## Életmódja
Főleg ízeltlábúakkal táplálkozik, de magvakat is fogyaszt.